# Olympische Sommerspiele 2020/Tischtennis
Bei den Olympischen Spielen 2020 in Tokio fanden vom 24. Juli bis zum 6. August 2021 in der Veranstaltungshalle Tōkyō Taiikukan Wettbewerbe im Tischtennis statt. Es traten sowohl 86 Damen wie auch 86 Herren gegeneinander an. Japan war als Gastgeberland automatisch mit sechs Athleten qualifiziert.
Neben den Einzel- und Mannschaftswettbewerben für Frauen und Männer wurde zum ersten Mal ein Mixed-Doppel ausgetragen. Die Wettbewerbe wurden vom Dachverband International Table Tennis Federation (ITTF) organisiert.

## Zeitplan
| Zeitplan Tischtennis | Zeitplan Tischtennis | Zeitplan Tischtennis | Zeitplan Tischtennis | Zeitplan Tischtennis | Zeitplan Tischtennis | Zeitplan Tischtennis | Zeitplan Tischtennis | Zeitplan Tischtennis | Zeitplan Tischtennis | Zeitplan Tischtennis | Zeitplan Tischtennis | Zeitplan Tischtennis | Zeitplan Tischtennis | Zeitplan Tischtennis |
| Wettbewerbe          | Juli 2021            | Juli 2021            | Juli 2021            | Juli 2021            | Juli 2021            | Juli 2021            | Juli 2021            | Juli 2021            | August 2021          | August 2021          | August 2021          | August 2021          | August 2021          | August 2021          |
| Wettbewerbe          | 24.                  | 25.                  | 26.                  | 27.                  | 28.                  | 29.                  | 30.                  | 31.                  | 1.                   | 2.                   | 3.                   | 4.                   | 5.                   | 6.                   |
| -------------------- | -------------------- | -------------------- | -------------------- | -------------------- | -------------------- | -------------------- | -------------------- | -------------------- | -------------------- | -------------------- | -------------------- | -------------------- | -------------------- | -------------------- |
| Männer Einzel        |                      |                      |                      |                      |                      |                      |                      |                      |                      |                      |                      |                      |                      |                      |
| Frauen Einzel        |                      |                      |                      |                      |                      |                      |                      |                      |                      |                      |                      |                      |                      |                      |
| Mixed Doppel         |                      |                      |                      |                      |                      |                      |                      |                      |                      |                      |                      |                      |                      |                      |
| Frauen Mannschaft    |                      |                      |                      |                      |                      |                      |                      |                      |                      |                      |                      |                      |                      |                      |
| Männer Mannschaft    |                      |                      |                      |                      |                      |                      |                      |                      |                      |                      |                      |                      |                      |                      |
| Entscheidungen       | 0                    | 0                    | 1                    | 0                    | 0                    | 1                    | 1                    | 0                    | 0                    | 0                    | 0                    | 0                    | 1                    | 1                    |

|  | Qualifikation |  | Medaillenentscheidung |

## Bilanz

### Medaillenspiegel
| Platz  | Land              | Gold | Silber | Bronze | Gesamt |
| ------ | ----------------- | ---- | ------ | ------ | ------ |
| 1      | China             | 4    | 3      | –      | 7      |
| 2      | Japan             | 1    | 1      | 2      | 4      |
| 3      | Deutschland       | –    | 1      | 1      | 2      |
| 4      | Chinesisch Taipeh | –    | –      | 1      | 1      |
| 4      | Hongkong          | –    | –      | 1      | 1      |
| Gesamt | Gesamt            | 5    | 5      | 5      | 15     |

### Medaillengewinner
| Disziplin         | Gold                                  | Silber                                                    | Bronze                                              |
| ----------------- | ------------------------------------- | --------------------------------------------------------- | --------------------------------------------------- |
| Männer Einzel     | Ma Long (CHN)                         | Fan Zhendong (CHN)                                        | Dimitrij Ovtcharov (GER)                            |
| Frauen Einzel     | Chen Meng (CHN)                       | Sun Yingsha (CHN)                                         | Mima Itō (JPN)                                      |
| Mixed Doppel      | Jun Mizutani / Mima Itō (JPN)         | Xu Xin / Liu Shiwen (CHN)                                 | Lin Yun-ju / Cheng I-ching (TPE)                    |
| Männer Mannschaft | ChinaMa Long Fan Zhendong Xu Xin      | DeutschlandDimitrij Ovtcharov Timo Boll Patrick Franziska | JapanJun Mizutani Kōki Niwa Tomokazu Harimoto       |
| Frauen Mannschaft | ChinaChen Meng Sun Yingsha Wang Manyu | JapanMima Itō Kasumi Ishikawa Miu Hirano                  | HongkongDoo Hoi Kem Lee Ho Ching Minnie Soo Wai Yam |

## Qualifikation
Folgende Nationen konnten sich qualifizieren:
| Nation             | Einzel | Einzel | Mannschaft | Mannschaft | Doppel | Quoten- plätze |
| Nation             | Männer | Frauen | Männer     | Frauen     | Mixed  | Quoten- plätze |
| ------------------ | ------ | ------ | ---------- | ---------- | ------ | -------------- |
| Ägypten            | 2      | 2      | X          | X          | X      | 6              |
| Algerien           | 1      |        |            |            |        | 1              |
| Argentinien        | 2      |        |            |            |        | 2              |
| Australien         | 2      | 2      | X          | X          | X      | 6              |
| Brasilien          | 2      | 2      | X          | X          |        | 6              |
| Bulgarien          |        | 1      |            |            |        | 1              |
| Chile              |        | 1      |            |            |        | 1              |
| China              | 2      | 2      | X          | X          | X      | 6              |
| Chinesisch Taipeh  | 2      | 2      | X          | X          | X      | 6              |
| Dänemark           | 1      |        |            |            |        | 1              |
| Deutschland        | 2      | 2      | X          | X          | X      | 6              |
| Ecuador            | 1      |        |            |            |        | 1              |
| Fidschi            |        | 1      |            |            |        | 1              |
| Frankreich         | 2      | 2      | X          | X          | X      | 6              |
| Griechenland       | 1      |        |            |            |        | 1              |
| Großbritannien     | 2      | 1      |            |            |        | 3              |
| Guyana             |        | 1      |            |            |        | 1              |
| Hongkong           | 2      | 2      | X          | X          | X      | 6              |
| Indien             | 2      | 2      |            |            | X      | 4              |
| Iran               | 1      |        |            |            |        | 1              |
| Italien            |        | 1      |            |            |        | 1              |
| Japan              | 2      | 2      | X          | X          | X      | 6              |
| Kamerun            |        | 1      |            |            |        | 1              |
| Kanada             | 1      | 1      |            |            | X      | 3              |
| Kasachstan         | 1      | 1      |            |            |        | 2              |
| Kroatien           | 2      |        | X          |            |        | 3              |
| Kuba               |        | 1      |            |            | X      | 2              |
| Luxemburg          |        | 2      |            |            |        | 2              |
| Monaco             |        | 1      |            |            |        | 1              |
| Mongolei           | 1      | 1      |            |            |        | 2              |
| Niederlande        |        | 1      |            |            |        | 1              |
| Nigeria            | 2      | 2      |            |            |        | 4              |
| Österreich         | 2      | 2      |            | X          | X      | 6              |
| Polen              |        | 2      |            | X          |        | 3              |
| Portugal           | 2      | 2      | X          |            |        | 5              |
| Puerto Rico        | 1      | 2      |            |            |        | 3              |
| ROC                | 1      | 2      |            |            |        | 3              |
| Rumänien           | 1      | 2      |            | X          | X      | 4              |
| Saudi-Arabien      | 1      |        |            |            |        | 1              |
| Schweden           | 2      | 2      | X          |            |        | 5              |
| Schweiz            |        | 1      |            |            |        | 1              |
| Senegal            | 1      |        |            |            |        | 1              |
| Serbien            | 2      |        | X          |            |        | 3              |
| Singapur           | 1      | 2      |            | X          |        | 4              |
| Slowakei           | 1      | 1      |            |            | X      | 3              |
| Slowenien          | 2      |        | X          |            |        | 3              |
| Spanien            | 1      | 2      |            |            |        | 3              |
| Südkorea           | 2      | 2      | X          | X          | X      | 6              |
| Syrien             |        | 1      |            |            |        | 1              |
| Thailand           |        | 2      |            |            |        | 2              |
| Togo               | 1      |        |            |            |        | 1              |
| Tschechien         | 1      | 1      |            |            |        | 2              |
| Tunesien           | 1      | 1      |            |            |        | 2              |
| Ukraine            | 1      | 2      |            |            |        | 3              |
| Ungarn             | 1      | 2      |            | X          | X      | 5              |
| Vanuatu            | 1      |        |            |            |        | 1              |
| Vereinigte Staaten | 2      | 2      | X          | X          |        | 6              |
| Gesamt: 57 NOKs    | 64     | 70     | 16         | 16         | 16     | 171            |